# Heinkel He 113
O Heinkel He 113 foi um suposto caça alemão da Segunda Guerra Mundial, que na realidade existia apenas como uma propaganda e/ou desinformação estratégica.
Em 1940 Joseph Goebbels anunciava a entrada de um novo caça para as fileiras da Luftwaffe. Várias fotos foram tiradas do Heinkel 100 D-1 em diferentes bases aéreas. Esta aeronave era com frequência retratada como sendo um caça noturno, embora nem tivesse luz de aterragem.
O He 113 apareceu também numa série de fotografias para jornais e revistas em tempo de guerra, com aclamações da sua performance em teatros de guerra na Dinamarca e Noruega.
Ainda hoje não se tem a certeza se tal ato de propaganda tinha como algo as forças aliadas ou o público alemão - seja como for, o certo é que foi bem sucedida. Os meios de inteligência britânica fizeram uma publicação desta aeronave no AIR 40/237, que era um relatório da Luftwaffe nos anos 40. Neste relatório, a velocidade máxima desta aeronave era de 628 km/h, e dizia que estava a ser produzida em série.